# シトロエン・チューリップ
シトロエン・チューリップ(Citroën Tulip)は、1994年に自動車メーカーのPSA プジョー・シトロエンおよびそのパートナー企業であるVia GTIとCegelec。が共同で企画・開発したコンセプトカーおよびプロトタイプ車である。チューリップ(Tulip)はTransport Urbain Libre Individual et Public(個人および公共の自由な都市交通)の頭文字をとった造語である。この2人乗り電気自動車は、フランスのトゥール市における時間貸し自動車共有システムの構想を具現化したものだった。全長2.1mの小型車両には、9.8kWのモーターが前輪を駆動する仕様となっていた。
この車両は、指定の場所に走行することで電磁誘導による充電が行われるシステムを採用していた。最高時速は75km/h、走行可能距離は72kmだった。